# 鉱泉分析法指針
鉱泉分析法指針（こうせんぶんせきほうししん）は、環境省自然環境局が制定する行政指針である。作成は公益財団法人中央温泉研究所が行っている。温泉法は温泉を定義するが、鉱泉分析法指針では温泉・鉱泉および泉質を定義する。
鉱泉分析法指針は1951年（昭和26年）に旧厚生省により制定された。分析技術の発展に伴い1957年（昭和32年）には大幅な改訂が行われ、それまで物質に和名を使用していた泉質名が旧泉質名となり、IUPAC名に基づいた新泉質名が定められた。同じく技術の発展に伴い1997年（平成9年）、2002年（平成14年）、2014年（平成26年）と改訂が行われた。また、1982年（昭和57年）には療養泉の見直しが行われた。

## 鉱泉の定義
鉱泉分析法指針では鉱泉について以下のように定義している。
| 「 | 鉱泉とは，地中から湧出する温水および鉱水の泉水で，多量の固形物質，またはガス状物質，もしくは特殊な物質を含むか，あるいは泉温が，源泉周囲の年平均気温より常に著しく高いものをいう。 | 」 |

温泉法による温泉では鉱泉のほか、地中より湧出する水蒸気およびその他のガス（炭化水素を除く）も含む。
鉱泉は温泉法第二条別表に従い常水と区別する
鉱泉の定義（常水と区別する限界値）
1. 温度（源泉から採取されるときの温度）摂氏25度以上
2. 物質（下記に掲げるもののうち、いずれかひとつ）

| 物質名                                            | 含有量（1kg中）                         |
| ------------------------------------------------- | --------------------------------------- |
| 溶存物質（ガス性のものを除く）                    | 総量 1000 mg以上                        |
| 遊離二酸化炭素（CO2、遊離炭酸）                   | 250 mg以上                              |
| リチウムイオン（Li+）                             | 1 mg以上                                |
| ストロンチウムイオン（Sr2+）                      | 10 mg以上                               |
| バリウムイオン（Ba2+）                            | 5 mg以上                                |
| 総鉄イオン（Fe2+ ＋ Fe3+）                        | 10 mg以上                               |
| マンガン(II)イオン（Mn2+）                        | 10 mg以上                               |
| 水素イオン（H+）                                  | 1 mg以上                                |
| 臭化物イオン（Br-）                               | 5 mg以上                                |
| ヨウ化物イオン（I-）                              | 1 mg以上                                |
| フッ化物イオン（F-）                              | 2 mg以上                                |
| ヒ酸水素イオン（HAsO42-） （ヒドロヒ酸イオン）    | 1.3 mg以上                              |
| メタ亜ヒ酸（HAsO2）                               | 1 mg以上                                |
| 総硫黄（S）〔HS- ＋ S2O32- ＋ H2Sに対応するもの〕 | 1 mg以上                                |
| メタホウ酸（HBO2）                                | 5 mg以上                                |
| メタケイ酸（H2SiO3）                              | 50 mg以上                               |
| 炭酸水素ナトリウム（NaHCO3） （重炭酸そうだ）     | 340 mg以上                              |
| ラドン（Rn）                                      | 20 × 10-10 = 74Bq以上 5.5マッヘ単位以上 |
| ラジウム塩（Raとして）                            | 1 × 10-8mg以上                          |

### 鉱泉の分類
鉱泉が地上に湧出したときの温度、または採取したときの温度を泉温といい、次のように分類する。
| 鉱泉の分類 | 鉱泉の分類 | 泉温             |
| ---------- | ---------- | ---------------- |
| 冷鉱泉     | 冷鉱泉     | 25°C未満         |
| 温泉       | 低温泉     | 25°C以上34°C未満 |
| 温泉       | 温泉       | 34°C以上42°C未満 |
| 温泉       | 高温泉     | 42°C以上         |

鉱泉の液性を湧出時のpH値により次のように分類する
| 酸性         | pH3未満          |
| 弱酸性       | pH3以上6未満     |
| 中性         | pH6以上7.5未満   |
| 弱アルカリ性 | pH7.5以上8.5未満 |
| アルカリ性   | pH8.5以上        |

鉱泉の浸透圧を、溶存物質総量または凝固点（氷点）により次のように分類する。
|        | 溶存物質総量（g/kg） | 凝固点                 |
| ------ | -------------------- | ---------------------- |
| 低張性 | 8未満                | -0.55°C以上            |
| 等張性 | 8以上10未満          | -0.55°C未満-0.58°C以上 |
| 高張性 | 10以上               | -0.58°C未満            |

### 療養泉
鉱泉のうち、特に治療の目的に供しうるものを療養泉とし、温度と含有物質により定義している。
- 源泉から採取されるときの温度が25°C以上。
- 以下に示す物質のいずれか一種（1 kg中）

| 物質名                                            | 含有量（1 kg中）                          |
| ------------------------------------------------- | ----------------------------------------- |
| 溶存物質（ガス性のものを除く）                    | 総量 1000mg以上                           |
| 遊離二酸化炭素（CO2）                             | 1000mg以上                                |
| 銅イオン（Cu2+）                                  | 1mg以上                                   |
| 総鉄イオン（Fe2+ ＋ Fe3+）                        | 20mg以上                                  |
| アルミニウムイオン（Al3+）                        | 100mg以上                                 |
| 水素イオン（H+）                                  | 1mg以上                                   |
| 総硫黄（S）〔HS- ＋ S2O32- ＋ H2Sに対応するもの〕 | 2mg以上                                   |
| ラドン（Rd）                                      | 30×10-10Ci = 111Bq以上 8.25マッヘ単位以上 |

### 療養泉の分類
療養泉は含有成分と利用に資する目的により次のように分類される。

#### 塩類泉
溶存物質量（ガス性のものを除く）が1g/kg以上のものを陰イオンの主成分に従い分類する。主成分はミリバル(mval)値が一番大きいものとする。
塩化物泉 - 塩化物イオンを主成分とするもので、陽イオンの主成分により以下のように細別する
ナトリウム－塩化物泉
カルシウム－塩化物泉
マグネシウム－塩化物泉
炭酸水素塩泉 - 炭酸水素イオンが陰イオンの主成分であるもので、陽イオンの主成分により以下のように細別する
ナトリウム－炭酸水素塩泉
カルシウム－炭酸水素塩泉
マグネシウム－炭酸水素塩泉
硫酸塩泉 - 硫酸イオンが陰イオンの主成分であるもので（硫酸イオンと硫酸水素イオンの合計）、陽イオンの主成分により以下のように細別する
ナトリウム－硫酸塩泉
カルシウム－硫酸塩泉
マグネシウム－硫酸塩泉
鉄(II)－硫酸塩泉
アルミニウム－硫酸塩泉

#### 単純温泉
溶存物質量（ガス性のものを除く）が1g/kgに満たないもので泉温が25°C以上のもの。このうちpHが8.5以上のものをアルカリ性単純温泉という。

#### 特殊成分を含む療養泉
以下に掲げる物質を限界値以上含有する療養泉
| 物質名                                            | 限界値（1kg中）                          |
| ------------------------------------------------- | ---------------------------------------- |
| 遊離二酸化炭素（CO2）                             | 1000 mg以上                              |
| 銅イオン（Cu2+）                                  | 1 mg以上                                 |
| 鉄(II)および鉄(III)イオン（Fe2+ ＋ Fe3+）         | 20 mg以上                                |
| アルミニウムイオン（Al3+）                        | 100 mg以上                               |
| 水素イオン（H+）                                  | 1 mg以上                                 |
| 総硫黄（S）〔HS- ＋ S2O32- ＋ H2Sに対応するもの〕 | 2 mg以上                                 |
| ラドン（Rd）                                      | 30×10-10Ci = 111Bq 8.25マッヘ単位/kg以上 |

特殊成分を含む単純冷鉱泉
特殊成分のうち、少なくとも一種を限界値以上含み、溶存物質量（ガス成分を除く）が1g/kg未満で泉温が25°C未満のもの
- 単純二酸化炭素冷鉱泉
- 単純鉄冷鉱泉
- 単純酸性冷鉱泉
- 単純硫黄冷鉱泉
- 単純放射能冷鉱泉

特殊成分を含む単純温泉
- 単純二酸化炭素温泉
- 単純鉄温泉
- 単純酸性温泉
- 単純硫黄温泉
- 単純放射能温泉

特殊成分を含む塩類泉

## 備考
「鉱泉分析法指針」は、環境省により平成26年7月にも改訂された。療養泉の定義が一部改訂されている。
資料 :「鉱泉分析法指針」環境省-平成26年版